# Tartã (oficial assírio)
Tartã (em hebraico: תַּרְתָּן; em grego clássico: Θαρθαν; em latim: Tharthan; em aramaico: ܬܵܪܬܵܢ) é um título acadiano que significa "comandante-em-chefe" ou "primeiro-ministro". Esse título se referia um tipo de oficial do exército assírio. Há duas referências de tartanos na Bíblia hebraica: o rei assírio Senaqueribe enviou um Tartã com os oficiais Rabsaqué e Rabesarís para enviar uma mensagem ameaçadora a Jerusalém em 2 Reis 18:17, e Sargão II enviou Tartã que o leva à Asdode durante o reinado do rei Ezequias do Reino de Judá na época do profeta Isaías.
Na Assíria, Tartã sempre ficou ao lado do rei. O escritório parece ter sido duplicado, e havia um tartanu imni ou 'Tartã da direita', bem como um tartanu shumeli ou 'Tartã da esquerda'. Mais tarde, o título tornou-se territorial; lemos sobre um Tartã de 'Cumu' (Comagena). O título também é aplicado aos comandantes de exércitos estrangeiros; assim, Sargão fala do Tartan Musurai , ou "Tartã Egípcio". O Tartã de 720 a.C. provavelmente era chamado Assuriscadanim; em 694 a.C., Abidai e em 686 a.C., Belemurani, detinha o título. Não parece ter sido usado entre os babilônios intimamente relacionados.[carece de fontes?]